# Богуслав II
Богуслав II (пол. Bogusław II; нім. Bogislaw II; 1178-1184 рр. — 23-24 січня 1220–1221 рр.) — князь Помор'я з династії Грифічів. Син Богуслава I і Анастасії Мешковни, дочки князя Великопольського Мешка III Старого і Євдокії Київської.